# Johnny Orlando

Firma di Johnny Orlando

John Vincent Orlando, detto Johnny (Mississauga, 24 gennaio 2003), è un cantante e youtuber canadese.

## Biografia
Nato a Mississauga, ha conquistato il grande pubblico con la pubblicazione di varie cover di brani sui social media. Nel 2018 ha firmato un contratto discografico con la divisione canadese dell'Universal, per mezzo della quale è stato messo in commercio il singolo What If (I Told You I Like You), che ha ottenuto la certificazione d'oro dalla Music Canada e una di diamante e platino dalla Asociación Mexicana de Productores de Fonogramas y Videogramas, per un totale di 400 000 unità certificate combinate fra Canada e Messico.
Il secondo EP Teenage Fever, promosso da una tournée con tappe in America del Nord, gli ha fruttato una candidatura nella categoria di artista rivelazione ai Juno Award, il principale riconoscimento musicale nazionale. Il terzo EP, intitolato It's Never Really Over, è stato supportato da un tour virtuale ed è stato trainato dal singolo Everybody Wants You, certificato oro in patria, che è divenuto il primo ingresso dell'artista nella Canadian Hot 100. Il successo del progetto è stato sufficiente a garantirgli una seconda candidatura ai Juno Award.
Agli MTV Europe Music Awards, invece, ha trionfato nella categoria di miglior artista canadese nel 2019, nel 2020, nel 2021 e nel 2022. Nel 2024 viene pubblicato il suo secondo album in studio The Ride, accompagnato da una serie di concerti in America del Nord ed Europa.

## Discografia

### Album in studio
- 2022 – All The Things That Could Go Wrong
- 2024 – The Ride

### EP
- 2015 – VXIIXI
- 2019 – Teenage Fever
- 2020 – It's Never Really Over

### Singoli
- 2015 – What Do You Mean?
- 2015 – Bad Blood
- 2017 – The Most
- 2017 – Thinking About You
- 2018 – What If (I Told You I Like You) (con Mackenzie Ziegler)
- 2018 – Last Summer
- 2019 – Sleep
- 2019 – All These Parties
- 2019 – Mistletoe
- 2020 – Phobias
- 2020 – See You
- 2020 – Everybody Wants You
- 2020 – Last Christmas
- 2021 – I Don't (con i DVBBS)
- 2021 – Daydream
- 2021 – It's Alright
- 2021 – How Can It Be Christmas
- 2021 – You're Just Drunk
- 2022 – Someone Will Love You Better
- 2022 – Blur
- 2022 – Leave the Light On
- 2022 – Coping (1621)
- 2022 – Fun Out of It (con Benee)
- 2023 – Someone Will Love You Better (solo o con Zack Tabudlo)
- 2023 – When I'm Gone (con Ali Gatie)
- 2023 – The Ride: Part 1
- 2023 – The Ride: Part 2
- 2023 – The Ride: Part 3
- 2024 – Wait for You
- 2024 – Untouched (con Toby Gad)
- 2024 – Temptation
- 2025 – Famous